# Capsicum schottianum
Capsicum schottianum är en potatisväxtart som beskrevs av Sendt. Capsicum schottianum ingår i släktet spanskpepparsläktet, och familjen potatisväxter. Inga underarter finns listade i Catalogue of Life.

## Bildgalleri

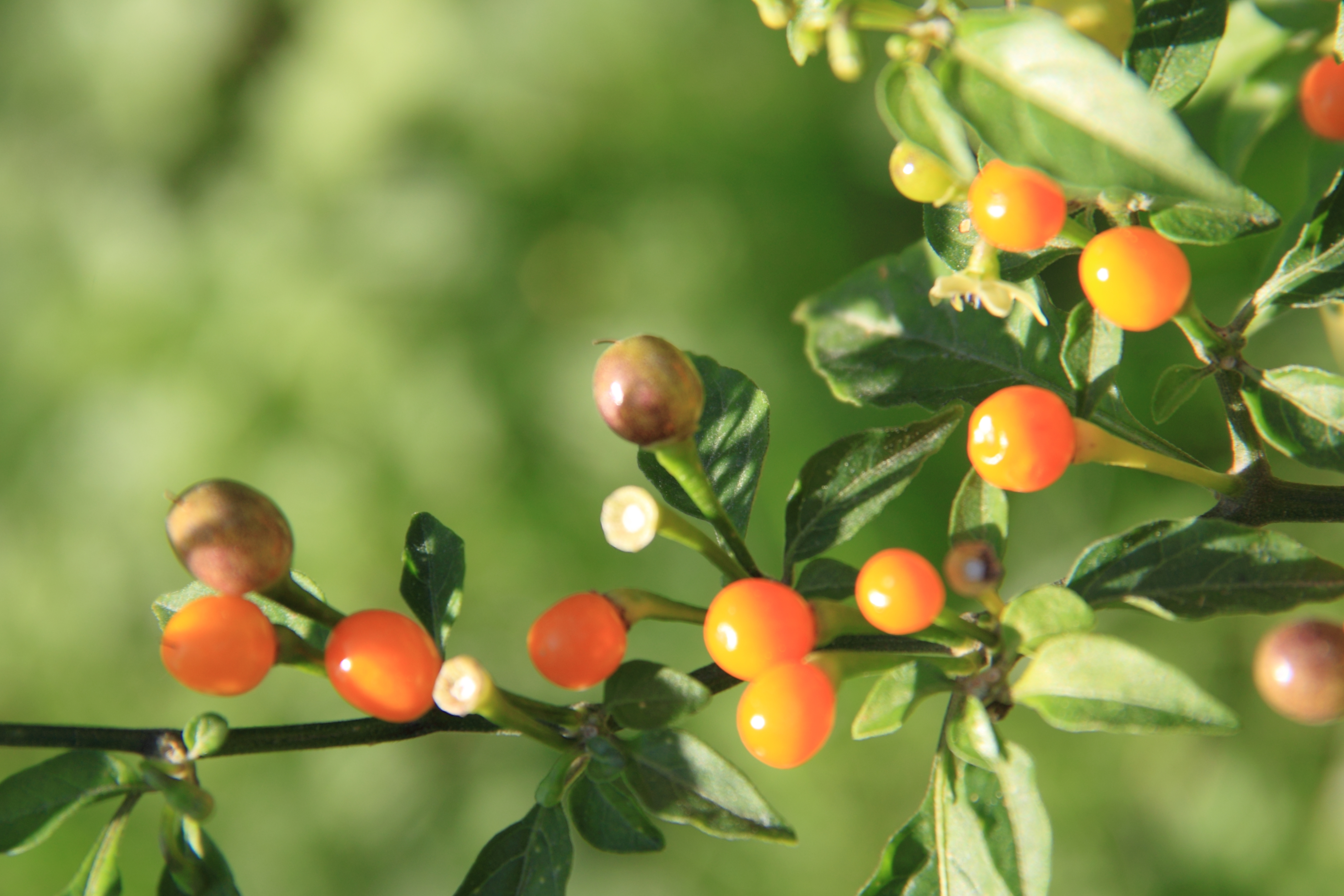
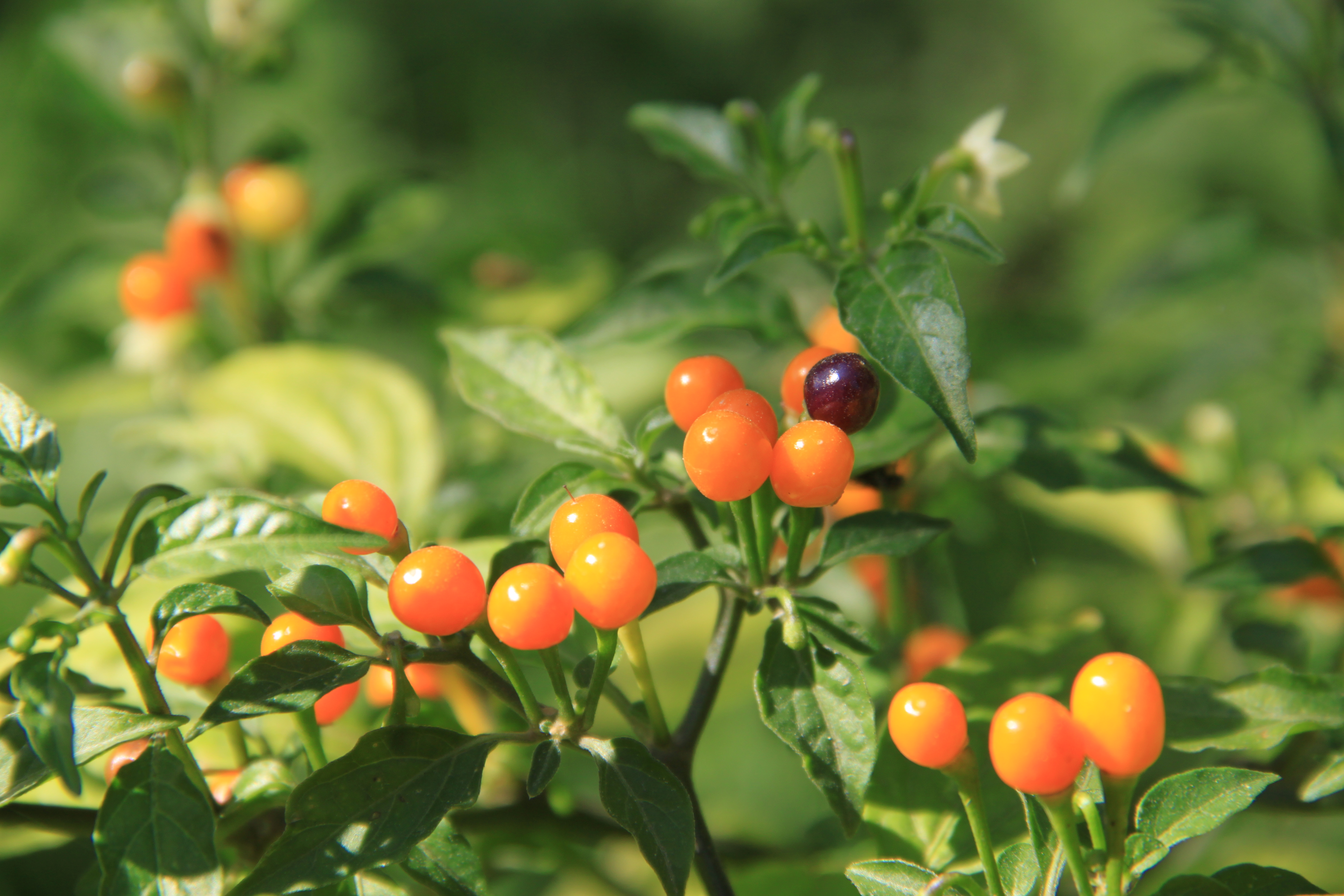